# Öretjärnen (Idre socken, Dalarna, 685403-132487)
Öretjärnen är en sjö i Älvdalens kommun i Dalarna och ingår i Dalälvens huvudavrinningsområde.